# Premiile Teen Choice
Premiile Teen Choice sunt prezentate anual de FOX începând cu anul 1999. Acestea se acordă personalităților din muzică, film, televiziune, modă, sport și din alte categorii, votate de tineri cu vârste între 13 și 19 ani. 

## Legături externe
- Site oficial Arhivat în 6 ianuarie 2016, la Wayback Machine.